# 비 (불교)
비(悲)란 어려운 이를 사랑하고 가엾게 여기는 것을 말한다. 불교 등 거의 모든 종교에서 자비를 주요 미덕으로 간주하며, 자비를 불교의 기본 가르침 중 하나로 여긴다. 종교적 의미로 더 자주 쓰이지만 종교와 상관없이 사회적 의미로도 적잖게 쓰인다.
상좌부 불교 권에서는 위패서너 명상의 기초로서 자애의 명상 (mettā bhāvanā)이라 불리는 명상이 이루어진다. 자비의 명상 과도 번역되듯이, 거기에는 살아서 살아가는 것의 고통이 없어지기를 바란다는 비(悲)(karuṇā)의 요소도 섞여 있다.